# Sebastijan Cavazza
Sebastijan Cavazza, slovenski gledališki, filmski in televizijski igralec, * 19. marec 1973, Kranj
Z očetom Borisom je skupaj nastopil v filmih Kratki stiki (2006), Nahrani me z besedami (2012) in Lovec oblakov (2009). Za vlogi Mitje in Mitjevega očeta v Kratkih stikih sta skupaj prejela vesno na 9. festivalu slovenskega filma 2006. Leta 2016 sta bila glavna akterja poletne reklamne kampanje Dvoboj Pivovarne Laško.
Maja leta 2018 je postal prvi predsednik Društva slovenskih avdiovizualnih igralcev.
Odraščal je v Ljubljani.

## Gledališče
Po končani poljanski gimnaziji (1992) se je vpisal na ljubljansko AGRFT, na kateri je diplomiral leta 1999. Naslednje leto je vpisal podiplomski študij igre in filmske režije.
Od leta 1998 do 2007 je bil član ansambla Slovenskega mladinskega gledališča Ljubljana, leta 2010 pa se je zaposlil v Mestnem gledališču ljubljanskem.

## Manekenstvo
Bil je obraz slovenske blagovne znamke moških oblačil SENS.

## Zasebno
Njegova partnerka je igralka Ajda Smrekar.
S prvo ženo ima dva odrasla sinova, njegova druga žena je bila vizažistka in nekdanji model Tina (Martina) Vrhovnik, s katero se je ločil leta 2010.
Imel je starejšega brata Kristjana (leta 1990 se je poškodoval med snemanjem videospota, umrl pa je leto kasneje) in brata dvojčka Damijana (umrl je leta 2009 zaradi zastoja srca). Ima še polbrata iz očetovega zakona z Oriano Girotto.

## Filmografija

### Slovenija

#### Serije in nanizanke
| Naslov              | Leto      | Vloga            | TV kanal     |
| ------------------- | --------- | ---------------- | ------------ |
| Čokoladne sanje     | 2004      | Egon             | TV Slovenija |
| Naša mala klinika   | 2005–2007 | Dr. Boris Vrabec | POP TV       |
| Moji, tvoji, najini | 2010      | Blaž Grom        | TV Slovenija |
| Jezero              | 2019      | Taras Birsa      | TV Slovenija |
| Leninov park        | 2022      | Taras Birsa      | TV Slovenija |
| Dolina rož          | 2022      | Taras Birsa      | TV Slovenija |
| Ja, Chef!           | 2023      | Herman Kramar    | Voyo POP TV  |

#### Filmi
- Gajin svet 2 (2022) - Peter Ravnikar
- Gajin svet (2018) - Peter Ravnikar
- Prebujanja (2017) - Robert
- Izbrisana (2018) - ljubimec
- Nika (2016) - Robert Franko
- Kratki stiki (2006) - Mitja
- Adrian (1998) - mladenič
- Črepinjice (1997) - frajer
- Čamčatka (1996) - Jakob Hufnagel

### Tujina

#### Serije
- Senke nad Balkanom (2017) - Gabriel Maht
- Besa - Agim Sokolji (2018–2019)
- Poćivali v miru (2015, Hrvaška) - Bruno Vilinski, mlajši
- Naša mala klinika (Hrvaška), Perdo Perdec
- Ja chef

#### Filmi
- Moški ne jočejo (2017) - Ivan
- Winnetou - Der letzte Kampf (2016) - Tokvi-Kava
- Na poti (2010) - Dejo
- Idila Fotograf
- Levji kralj 2019 (glas levjega Kralja)